# Cynanchum diazmirandae
Cynanchum diazmirandae är en oleanderväxtart som beskrevs av G. Morillo. Cynanchum diazmirandae ingår i släktet Cynanchum och familjen oleanderväxter. Inga underarter finns listade i Catalogue of Life.